# Мунду
Мунду (фр. Moundou) — друге за величиною місто в Чаді (Африка), адміністративний центр регіону Західний Логон. За даними на 2008 рік у місті проживає 142 462 особи.

Розташоване на березі річки Логон, приблизно за 480 км на південь від столиці Чаду Нджамени, на висоті 413 м над рівнем моря. Є основним містом народності нгамбаі. Нині у Мунду розвинене пивоваріння, бавовняно-паперова та нафтова промисловість. Місто має аеропорт із асфальтованою злітно-посадковою смугою (IATA: MQQ, ICAO: FTTD).
Мунду знаходиться на одній із ключових трас південного Чаду. Траса йде із Лері на кордоні з Камеруном, через населені пункти Пала, Кело, Мунду, Доба, Кумру і Сарх.